# Rhabdomastix leptodoma
Rhabdomastix leptodoma là một loài ruồi trong họ Limoniidae. Chúng phân bố ở miền Tân bắc.